# Fleuré (Vienne)
Fleuré é uma comuna francesa na região administrativa da Nova Aquitânia, no departamento de Vienne. Estende-se por uma área de 16,68 km². Em 2010 a comuna tinha 1 064 habitantes (densidade: 63,8 hab./km²).